# Empoasca dampfi
Empoasca dampfi är en insektsart som beskrevs av Davidson och Delong 1940. Empoasca dampfi ingår i släktet Empoasca och familjen dvärgstritar. Inga underarter finns listade i Catalogue of Life.